# 马赛马拉
马赛马拉国家保护区（英語：Maasai Mara National Reserve）是肯尼亚西南部的一个大型猎物禁猎区，位于肯尼亚裂谷省纳罗克附近，与坦桑尼亚北部塞伦盖蒂国家公园相接。名称来源于当地原始定居者马赛人。經過多次擴大保護區的面積，目前保護區面積有1510平方公里。

## 大遷徙
保护区内拥有大量的豹属动物以及例如平原斑马、斑紋角马等迁徙动物，每年7月至10月，迁徙动物会从塞伦盖蒂国家公园来到此地。途中需經馬拉河，內有尼羅鱷埋伏。